# Céramiques Elchinger
 (août 2019).
Céramiques Elchinger est une manufacture de céramiques installée à Soufflenheim en Alsace, qui fonctionna de 1834 à 2016. Avant 1834, l'entreprise était une petite tuilerie fondée par Michel Elchinger aux environs de 1792 sur le même site.

## Historique
Céramiques Elchinger est une entreprise familiale que Wendelin Elchinger (1809-1895) fonda en 1834 sur le site actuel. Il transforma la tuilerie hérité de son père qui fut fondée aux environs de 1792. La production était initialement dédiée à la poterie culinaire. L'un de ses fils, Philippe (1842-1906), prit sa succession et développa, à partir de 1870, une poterie d'ornementation d'extérieur tournée vers des éléments de jardin et de façade.
Son fils Léon Elchinger (1871-1942) laissa une œuvre artistique remarquable.

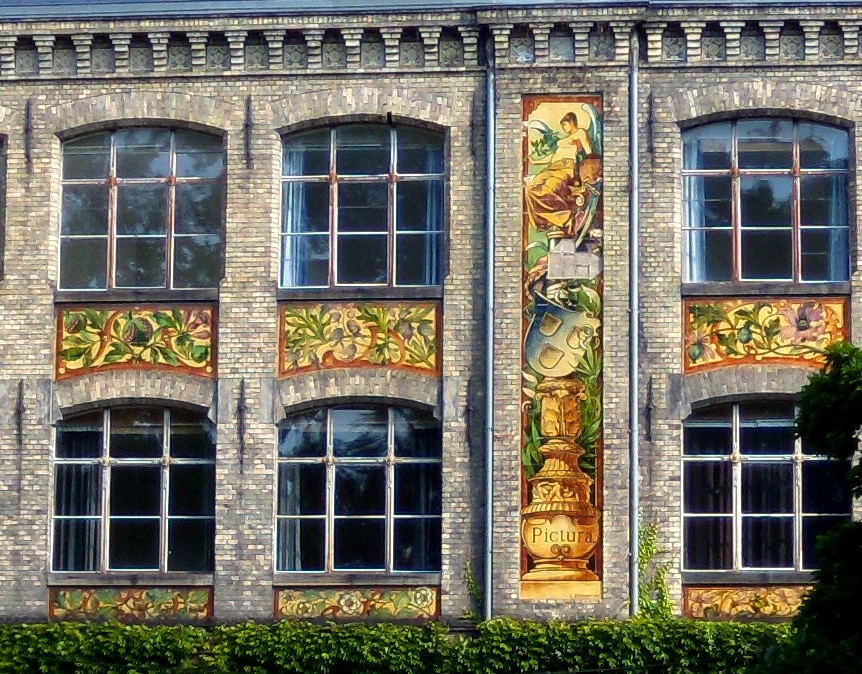
Céramiques de la façade de l’École supérieure des arts décoratifs de Strasbourg par Léon Elchinger.

En 1889, on le trouve à l'École des beaux-arts de Nancy ; en 1890 en Allemagne à Höhr-Grenzhausen pour la partie technique. Jusqu'en 1892, il fait son tour de France de compagnon. De 1892 à 1893, l'École supérieure des arts décoratifs de Strasbourg dont il est élève, lui confie la décoration de la façade de la nouvelle école. Il réalise à cette occasion de fabuleux panneaux en céramiques et signe ainsi, à 21 ans, sa première œuvre. Il fait de nombreux voyages d'étude en Angleterre, Hongrie et en Italie et revient à Soufflenheim pour donner un nouvel essor à ses ateliers.
Il se lance dans la céramique artistique. Ses œuvres, en particulier des grès flammés, furent très remarquées au début du siècle lors de nombreuses expositions internationales. Plusieurs musées s'en sont portés acquéreurs.
La manufacture développa un style Art nouveau et Art déco puis, à compter de 1930, réalisa de nombreuses œuvres de statuaire religieuse.

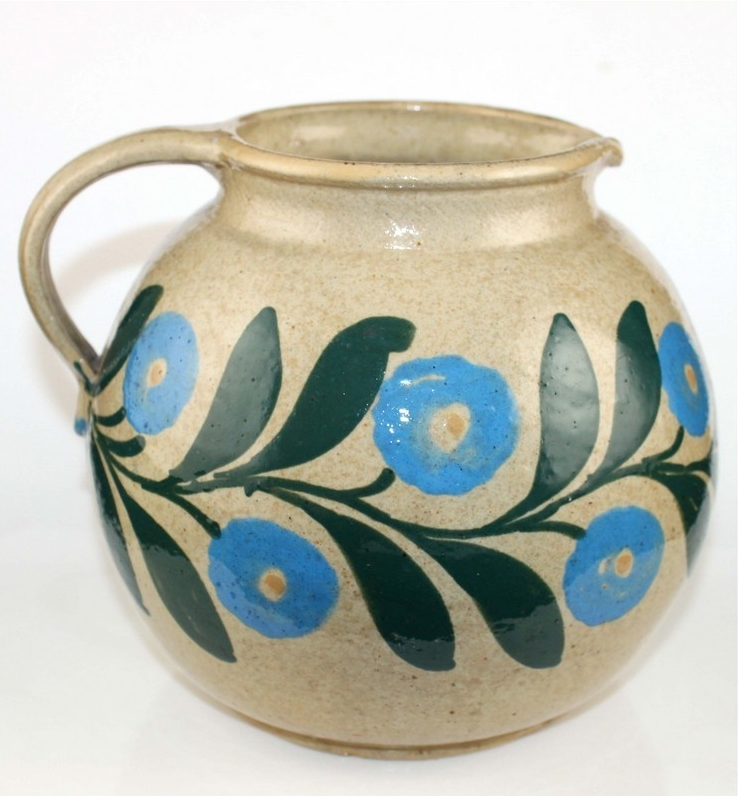
Pichet en faïence, Manufacture Elchinger, Soufflenheim.
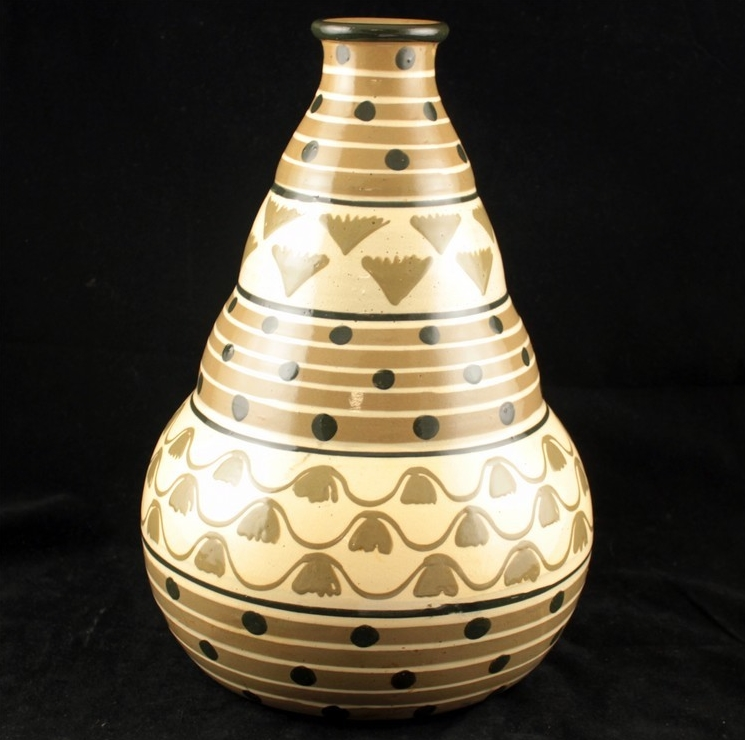
Vase en faïence, Manufacture Elchinger, Soufflenheim.
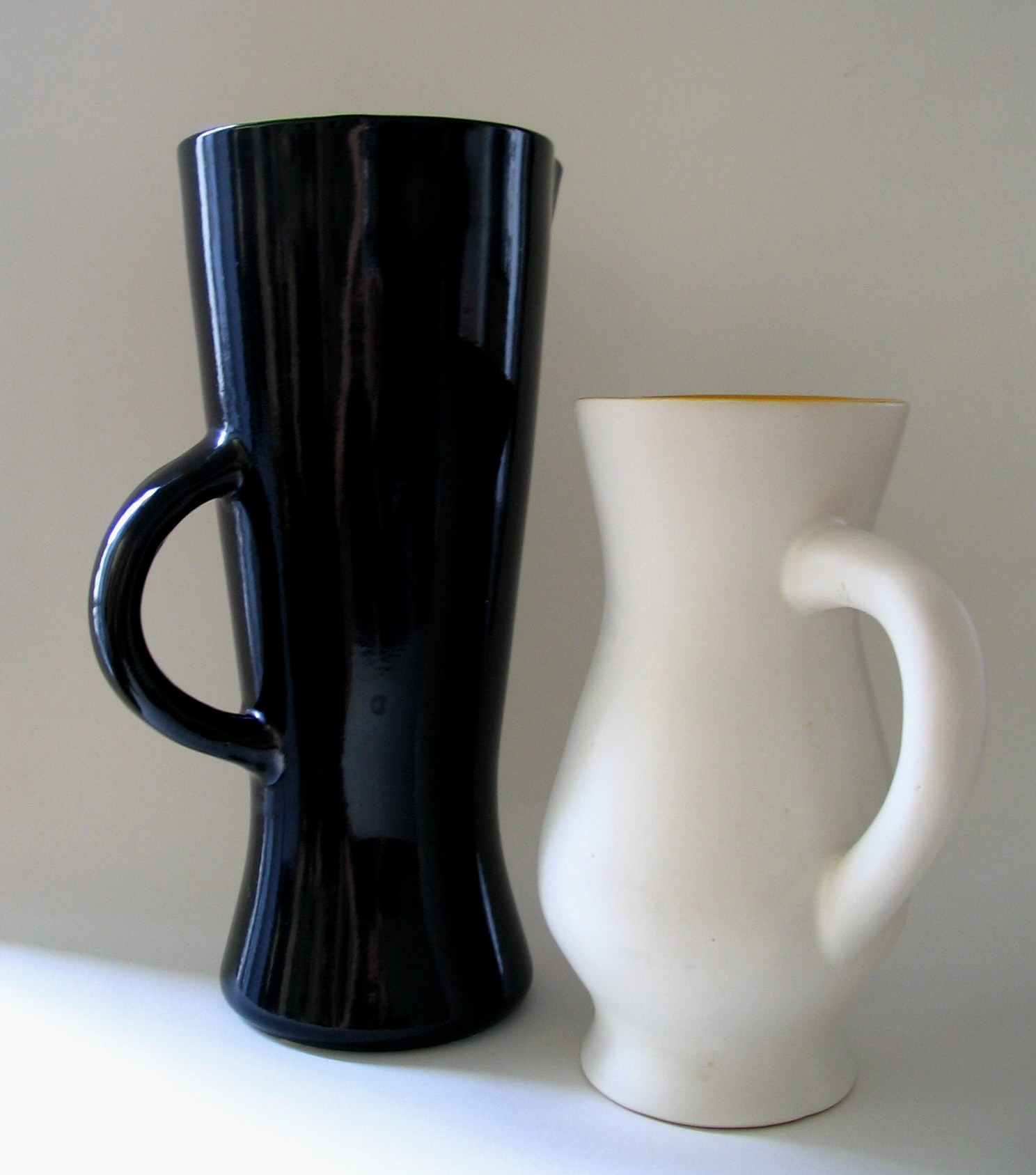
Céramique Elchinger à glaçure noire et pichet de Saint-Clément, années 1960.
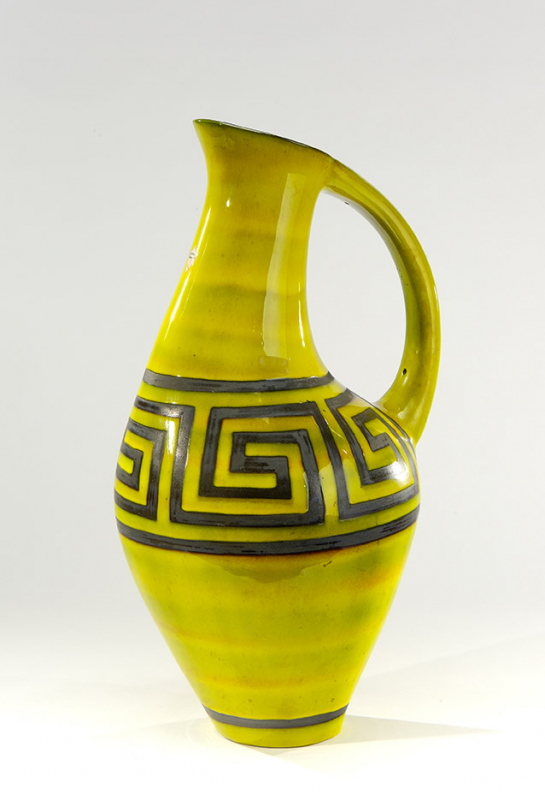
Grand pichet en faïence émaillée, Elchinger, France, XXe siècle.

Son fils Fernand Elchinger (1911-1975) reprit le flambeau en 1936, développa et modernisa l'usine et en construisit une seconde en 1975 sur un autre site. Il y installa le premier four électrique à feu continu à six passages réalisé en France et industrialisa ainsi une production à vocation faïencière.

Il renforça surtout la fabrication du saturateur en céramique sous la marque Hygra pour l'amener à une production de 1 million de pièces par an, devenant de ce fait le premier fabricant en Europe.
Portée par l’engouement pour les céramiques de Vallauris, la manufacture alsacienne connut une forte notoriété avec ses productions des années 1950-1960. Ces réalisations, vases et pichets aux formes épurées, se distinguaient des réalisations exubérantes des ateliers du Sud.
De 1975 à nos jours, la dynastie Elchinger est représentée par Marc Elchinger. La production s'oriente résolument vers les arts de la table haut de gamme et vers le décor de la maison. Des stylistes de renommée internationale créent des gammes hautes en couleur toujours dans la tendance. De plus, la société, très attachée à sa culture régionale, édite depuis une quinzaine d'années les décors en version originale et en exclusivité des aquarelles de Jean-Jacques Waltz, dit « Hansi ».
Thibaut Elchinger représente aujourd'hui la sixième génération de céramistes. La société se nomme depuis 2008 « Elchinger Couturier de la Terre ». La marque Céramiques Elchinger est toujours utilisée pour ses productions sous licence (Hansi, etc.) et autres sous-traitances et la marque Elchinger Couturier de la Terre pour ses collections contemporaines.
Le 7 mai 2001 la société est mise en redressement judiciaire.
Le 4 décembre 2002, elle obtient la signature d'un plan de continuation.
le 14 avril 2008 elle est placée en liquidation judiciaire.
La manufacture a définitivement fermé ses portes le 30 juin 2016 après plus de 200 ans d’existence et huit générations.

## Principaux céramistes
- Fernand Elchinger (céramiste 1911-1975)
- Léon Elchinger (céramiste 1871-1942)

Il travaille à compter de 1893 dans la poterie familiale de Soufflenheim et réalise de la céramique d'ornementation d'intérieur et de la céramique architecturale. Principal céramiste alsacien de la première moitié du XXe siècle.
- Philippe Elchinger (1836-1906)
- Wendelin Elchinger (1809-1895)